# Werner Meyer-Eppler
Werner Meyer-Eppler (ur. 30 kwietnia 1913 w Antwerpii, zm. 8 lipca 1960 w Bonn) – niemiecki fizyk, fonetyk i elektroakustyk, uznawany za bezpośredniego prekursora muzyki elektronicznej.

## Życiorys
W latach 1932–1939 studiował fizykę, matematykę i chemię na Uniwersytecie Kolońskim i Uniwersytecie w Bonn. Z tym ostatnim uniwersytetem związał swoją karierę naukową: w 1942 uzyskał habilitcję, od 1949 był zatrudniony na stanowisku asystenta, od 1954 docenta, a od 1955 profesora. Kierował Wydziałem Fonetyki, wykładał też teorię informacji.
Zajmował się zagadnieniami sztucznej mowy, analizując różnorodne formy komunikacji interpersonalnej i komunikowania się człowieka ze światem poprzez obserwację. Badał związek między akustyką fizyczną, inżynierią komunikacyjną i tradycyjną komunikacją werbalną, tj. fonetyką zorientowaną bardziej językowo i fizjologicznie. Wprowadził nowe techniki analityczne, takie jak analiza korelacji, metody statystyczne amplitudy oraz traktowanie formantów samogłosek jako problemu wartości własnych.
Pod koniec lat 40. skupił się na problematyce wytwarzania dźwięku, zwłaszcza na związkach zachodzących pomiędzy strukturą generowanego elektronicznie sygnału a barwą otrzymywanego dźwięku. Zestawiając i nakładając na siebie tony proste formował szeregi złożonych dźwięków syntetycznych, nazywanych przez niego modelami dźwiękowymi. Metodę tę przedstawił w licznych publikacjach, audycjach radiowych i wykładach. Zainteresowało się nią środowisko muzyczne, zwłaszcza kompozytorzy z tzw. „kolońskiej szkoły” muzyki elektronicznej – Robert Beyer, Herbert Eimert i Karlheinz Stockhausen. W 1950 Meyer-Eppler wraz z Robertem Beyerem demonstrował swoje elektroniczne modele dźwiękowe podczas kursu pod nazwą „Klangwelt der elektronische Musik” na Międzynarodowych Letnich Kursach Nowej Muzyki w Darmstadcie. Beyer skoncentrował się na zasadach projektowania stosowanych przy konstruowaniu elektronicznych instrumentów muzycznych, a Meyer-Eppler przedstawił stan badań w dziedzinie syntezy mowy. Rok później obaj wrócili do Darmstadt z cyklem wykładów na temat możliwości elektronicznego wytwarzania dźwięku.
W 1951 wraz z Eimertem i Beyerem założył przy radiu kolońskim NWDR Studio muzyki elektronicznej (WDR). Było to pierwsze tego rodzaju studio poświęcone muzyce wykorzystującej dźwięki generowane elektronicznie.
Meyer-Eppler, mimo iż sam nie był kompozytorem, wniósł pionierski wkład w rozwój muzyki elektronicznej. To od niego przejęto nie tylko syntezę addytywną, ale także sam termin „muzyka elektroniczna”.

## Wybrane publikacje
(na podstawie materiałów źródłowych)
- Elektronische Klangerzeugung, elektronische Musik und synthetische Sprache, Bonn 1949
- Einige Probleme u. Methoden d. Kommunikationsforschung, „Fernmeldetechnik”, 5, 1952, s. 514–522
- Elektronische Kompositionstechnik, „Melos”, 20, 1953, s. 5–9
- Statistische und psychologische Klangprobleme, „Die Reihe”, 1 (Elektronische Musik), 1955
- Realization of Prosodic Features in Whispered Speech, „Journal of the Acoustical Society of America”, 29, 1957, s. 104–106